# Nihon Koden Shindo Ryu
 (14 novembre 2018).
Le contenu est difficilement compréhensible vu les erreurs de traduction, qui sont peut-être dues à l'utilisation d'un logiciel de traduction automatique.
Le Nihon Koden Shindo Ryu (日本古伝神道流) est un style de karate-do dont la signification peut littéralement se lire comme «  Style Traditionnel Japonais du Chemin à Dieu  ». Il a été fondé par le déjà décédé So Shihan (Grand Maître) Hiroyuki Hamada dans l'aube du 28 mars 1964 dans le temple nommé Isekotaigingie, situé dans la préfecture de Mie, au Japon. Actuellement, l'autorité principale (hors du Japon) du style est l'Ing Felton Messina, lequel possède le degré de So Shihan accordé par de maître Hiroyuki Hamada lui-même l'année 1999 pendant un entraînement au Japon. Cette nomination lui est valable dans le monde entier excepté dans l'île du Japon où il possède le degré de 7 ème Dan, ce niveau est reconnu aussi par la Fédération Mondiale de Karate.
Les techniques du style sont composées de mouvements extraits et adaptés par le fondateur, d'anciens styles de karate Tomari Ha, Shuri Te et To Te. Ces techniques ont été modifiées pour obtenir l'efficacité maximale et ensuite ont été raffinées et polies par le So Shihan Ing Felton Messina avec l'inclusion d'autres additionnels. Le Nihon Koden Shindo Ryu dispose toutes les applications modernes et bien qu'il maintienne un format basé sur la tradition plus stricte, il est à jour avec les règles des principales organisations de Karate au niveau mondial.

## Caractéristiques fondamentales
La base fondamentale du système est la vitesse qui s’obtient en connaissant et en dominant la technique de « douce-fort-douce » . Ce rythme d'exécution permet de maintenir la plus grande partie du temps tous les muscles et tendons du corps totalement relâchés et seulement au moment de faire impact avec la technique choisie tout le corps est barré (fort) en faisant qu'avec cette transition la masse corporelle vibre (comme il vibre la flèche en étant cloué dans la cible) en transmettant l'énergie (énergie cinétique ou de mouvement) de la vitesse développée. Tout de suite après l’impact avec le contraire on retourne à l'état douce original. En sachant coordonner ce rythme la vitesse de toute technique ou mouvement augmente considérablement et en outre on économise plus d'énergie. Comme dans beaucoup d'autres styles le Kihon (ce qui est de base), les Katas (formes ou patrons de mouvements), les Bunkai (manières exécutées avec un compagnon en attaquant) et le Kumite (combat libre) font partie essentiel des pratiques. Le style incorpore aussi des techniques de manipulation d'articulations, échappements, étreintes, immobilisations et combats arrangés comme l'Ippon kumite, le Sanbon kumite et les Jakusoku kumite. Le style complet contient 18 katas plus d'autres exigences additionnelles.

### Positions

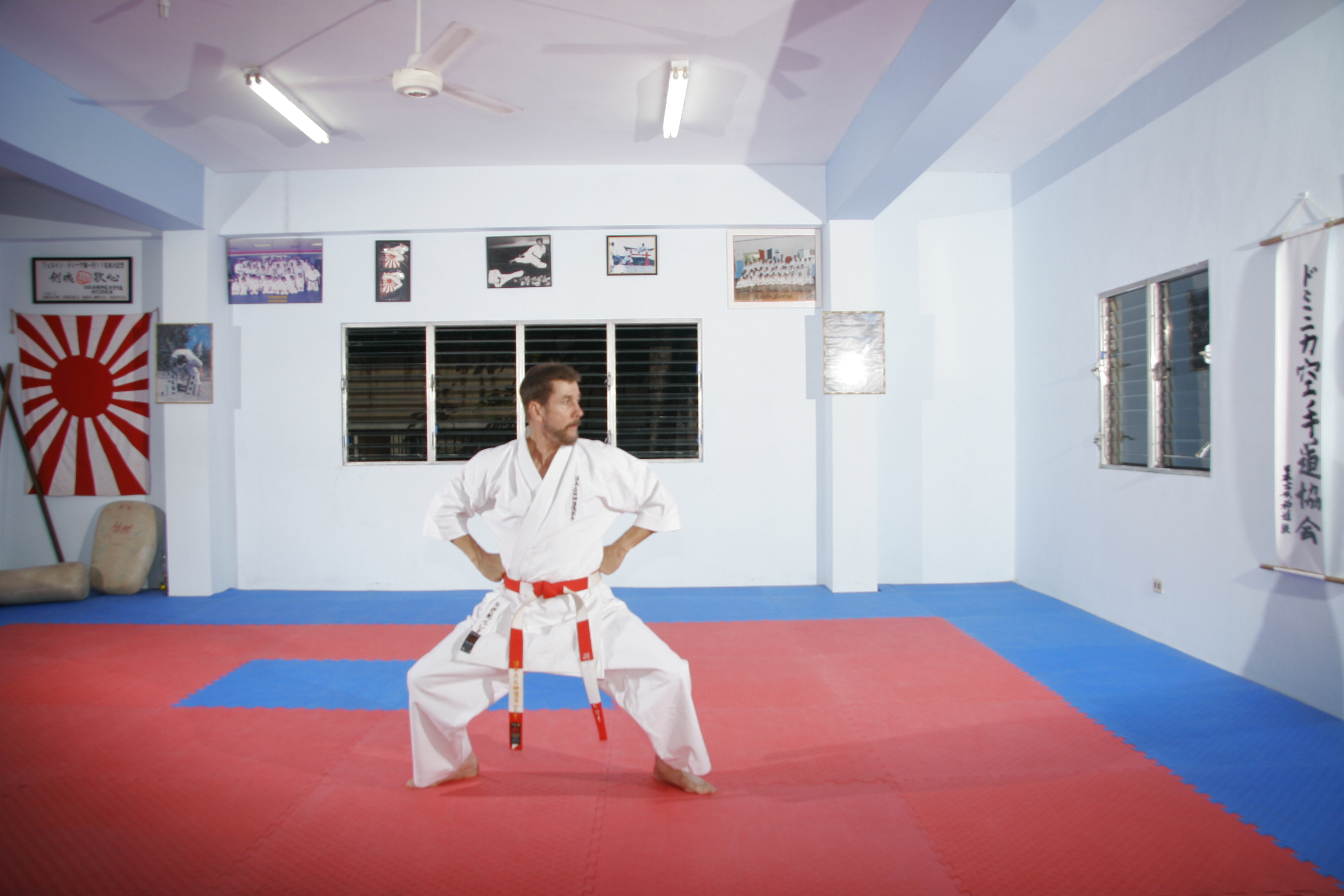
So Shihan Felton Messina dans Shiko dachi dans un des pas de l'Enpi kata.

Les positions fondamentales qui sont pratiquées sont:
- Heisoku dachi
- Mosubi dachi
- Fudo dachi
- Sanchin dachi
- Shiko dachi
- Kokutsu dachi
- Zenkutsu dachi
- Futsudo dachi
- Neko ashi dachi
- Naihanchi dachi
- Kosa dachi
- Suro ashi dachi

On doit mentionner qu'il y a des positions comme le Kokutsu, le Zenkutsu et le Naihanchi qui sont exécutés un peu plus fermé que dans d'autres styles, ceci dans le but d'avoir vitesse dans le déplacement. Par exemple, l'avance dans zenkutsu dachi n'effectue pas une demi - lune, le mouvement est direct en avant. Au cas du Naihanchi, les genoux doivent rester directement sur les pieds pour que la position soit forte et en outre permette la vaste utilisation de la hanche dans les blocages et les coups.

### Blocus
Les blocages fondamentaux qui sont pratiqués sont :
- Jodan uke
- Chudan uke
- Gedan Barai
- Koken uke ou Kakuto uke
- Shuto uke
- Morote uke
- Yuyi uke
- Enpi uke

Un blocage caractéristique du style est le morote chudan uke, non seulement par sa façon particulière d'exécuter mais aussi pour la quantité de fois qui apparaît dans le plan d'études ; y compris en remplaçant le chudan shuto uke dans les katas les plus connues. Sont aussi étudiée une bonne quantité de formes de blocage avec le coude ou enpi uke.

### Coups de pied
Les coups de pied fondamentaux du style sont
- Mae-geri
- Mawashi geri
- Yoko geri
- Ushiro geri
- Mikazuki geri
- Tobi geri

Toutes les techniques de coups de pied sont exécutés au niveau chudan (torse du corps), ceci est dû au fait que le So Shihan Hiroyuki Hamada a toujours enseigné que le niveau Jodan (la face) était pour heurter avec les poignet, lesquels sont beaucoup plus rapides au niveau de ce secteur. Le style défend que le repousse haut seulement il a utilité dans les compétitions sportives ou dans d'autres systèmes de combat comme le Taekwondo, non dans le karatedo traditionnel.

### Katas
Dans le  Nihon Koden Shindo Ryu  on pratique les Katas suivants :
- Kihon Non Kata  :  Techniques de base  ; on comprend ici les blocus de base (ils gedan barai, ils chudan uke y jodan uke), le Kihon tsuki (techniques de base de je frappe) et le Kihon geri (techniques de base de je pateos).

- Pinan Nidan
- Pinan Sandan
- Pinan Shodan
- Pinan Yondan
- Pinan Godan

Pinan,  esprit en paix  ; ils sont 5 katas lesquelles sont étudiées dans cet ordre, de mineur à une plus grande complexité sans changer les noms eux-mêmes originaux de ce qui est, même si les nombres en Japonais indiquent le contraire.
- Naihanchi Shodan
- Naihanchi Nidan
- Naihanchi Sandan

Naihanchi,  cavalier de fer  ; dans ses trois versions contiennent deux caractéristiques particulières, un enbusem totalement linéaire et l'utilisation d'une seule position, Naihanchi dachi. L'exécution correcte de ces katas requiert, n'y ayant pas de virements à d'autres positions, d'abord, un sens clair le regard vers le lieu de l'action et deuxièmement, une vaste utilisation de la hanche pour produire la force nécessaire dans les blocus et les coups. 
- Bassai  :  Pénétrer à travers la force  ; caractérisé par des forts mouvements de blocus qui sont exécutés en étant avancé au mouvement de l'attaquant, sans reculer. Il a été adapté du Bassai du style Wadō-ryū par le So Shihan Felton Messina étant donné la popularité de cette kata dans le monde et les similitudes existantes entre les deux styles. Voyez la kata ici et son bunkai

- Enpi  :  coude  ; celle-ci kata a été créée par le So Shihan Felton Messina avec la dernière approbation de le So Shihan Hiroyuki Hamada et consiste, comme son nom l'indique, dans une série blocus et attaques en employant les coudes. Ne pas confondre le nom de la kata avec l'Empi appelée ou  Golondrina volante  qui est pratiqué dans le style Shotokan. Voyez la kata ici

- Seishan  :  treize  ; enseigne la lutte distance très courte en employant presque majoritairement la position Futsudo dachi et l'utilisation de faibles coups courts et pateos. Il contient une technique très effective pour libérer d'un saisissez.

- Chinto  :  en combattant vers l'est  ; il a été adapté d'une kata enseignée par un marin chinois par l'ancien de maître Kokasu Matsumura. Son característca fondamental est l'utilisation de la position dans une jambe Suro ashi dachi.

- Koug Shan Kough  : cette prise kata le nom d'un ensemble militaire chinois habile du kung fu lequel enseigne en okinawa sur l'année 1756. C'est la kata plus longue que tout le programme et il requiert une pratique continue et systématique pour obtenir la dominer.

- Sanchin  :  trois batailles  ; il se réfère à la lutte entre esprit, corps et esprit dans le but de développer le ki ou l'énergie universelle. Il ne possède pas bunkai kumite dans le style et on pratique pour fortifier les muscles et acquérir une respiration correcte. Emploie une seule position, Sanchin dachi.

- Wanshu  : kata qui reçoit le nom d'un ensemble militaire, probablement, médecin, qui a visité okinawa durant l'année 1683. On pratique une variante de la kata légèrement différente à d'autres styles.

- Seipai  :  dix-huit  ; la kata la plus avancée que le style, est exigée pour le degré de Shihan (enseignant). D'origine clairement chinoise, probablement du style du tigre ; présente des techniques variées d'échappements de saisis, projection, contrôle et clés.

- Sai non Kata  :  forme du Sai  ; kata élaboré par le Sous Shihan Felton Messine lequel enseigne la forme correcte du maniement des Sai, étant cette arme très utilisée dans la tradition du Kobudo.

- Bo non Kata  :  forme du bois  ; celle-ci kata est exécutée avec un bois approximativement d'un pouce épaisseur et de 6 pieds de longueur. C'est une version d'une manière très populaire dans le Kobudo qui est connu comme Sakugawa no Kon.

La Kata est une partie très importante de l'entraînement dans ce style puisque ce qui est pratiquants défendent l'idée que rendre bon kata aide à améliorer les habilités de Kumite.

## Autres demandes
- Bunkai kumite  : L'application des mouvements des katas. Jusqu'au niveau d'Ikkyu (1er Kyu) ils sont exécutés le même enbusem de la kata, à partir de là, il est effectué avec un seul opposé depuis la position de combat.

- Ippon Kumite  : Consiste deux séries par des paires de 5 ippon kumite chacune qu'enseignent des mouvements de base blocus et contre-attaque enseignés dans les niveaux 6to et de 5to kyu.

- Sanbon Kumite  : Exercice de lutte simulée et continue avec un compagnon où les techniques sont enchaînées quelques avec d'autres.

- Jakusoku Kumite  : Ils sont 10 jakusoku kumite par paire très traditionnels où outre la marcialidad intrínsica qui doit exister, on enseigne des applications défense et contre-attaque.

- Jiu Kumite  : le jiu kumite ou la lutte libre comme lui on appelle consiste l'application des techniques apprises dans les pratiques en les combinant avec vitesse, bon état d'alerte et rythme. Il faut clarifier que ce type de lutte pre n'est pas fixé et quand on pratiquera dans le dojo ne sont pas utilisées les règles de concurrence. C'est une demande pour tous les degrés.

- Taisawaki  : comme son nom l'indique, éluder le coup en tournant le corps et en restant à son tour près de celui opposé ; celle-ci est la manière la plus avancée que défense. Ils sont enseignés dans deux séries par des paires de 7 taisawaki. Il existe déjà dans une manière de base et une avant-garde pour le degré de Shihan.

- Nigiru  : Zafe de saisissez, ils sont exécutés pour le degré de Shodan et lui ils composent 8 par zafes de saisissez classiques.

- Immobilisations: Série de 8 applications de base pour contrôler et immobiliser au contraire.

## Liaisons externes
- Sitio oficial
- Nihon Koden Shindo Ryu en Cuba
- Nihon Koden Shindo Ryu en Venezuela